# Эвмен из Кардии
Эвме́н из Ка́рдии (др.-греч. Εὐμένης; 361/360 — 316/315 годы до н. э.) — личный секретарь царей Македонии Филиппа II и Александра Великого. После смерти Александра стал одним из наиболее известных военачальников периода Первой и Второй войн диадохов.
Эвмен родился в древнегреческой колонии Кардия на северо-западе Херсонеса Фракийского. В возрасте 19 лет его личные качества оценил царь Македонии Филипп II и назначил личным секретарём (грамматевсом). В условиях абсолютной монархии с отсутствием бюрократической системы царский секретарь был одним из наиболее влиятельных людей в государстве. Он контролировал налогообложение, перераспределял доходы, следил за демографическими процессами и т. п. в большинстве случаев, которые не требовали личного вмешательства царя. После убийства Филиппа II Эвмен стал личным секретарём Александра Македонского, который повысил его до «архиграмматевса», то есть начальника царской канцелярии. Сохранение за Эвменом своего прежнего поста свидетельствует о его незаменимости. На этой должности Эвмен бессменно пробыл тринадцать лет, вплоть до смерти Александра.
После смерти Александра Эвмен помог занять пост регента Македонской империи Пердикке, за что получил в управление сатрапии Каппадокию и Пафлагонию. Последующий за смертью Александра процесс передела Македонской империи вошёл в историю как период войн диадохов. Эвмен был одним из основных персонажей Первой и Второй войн диадохов, в которых отстаивал наследственные права представителей царской династии Аргеадов.
Во время Первой войны диадохов Эвмен одержал две победы над Неоптолемом и Кратером. Несмотря на победы Эвмена, партия Пердикки, на стороне которой он воевал, проиграла. Гибель одного из наиболее знаковых и популярных военачальников Александра Кратера во время сражения с Эвменом произвела на македонян тягостное впечатление. Она стала формальным поводом объявления Эвмена вне закона. После поражения в сражении при Оркинии от Антигона Эвмен был вынужден с остатками своего войска длительное время провести в осаде в одной из неприступных крепостей. С началом Второй войны диадохов в 319 году до н. э. Эвмен был помилован новым регентом Македонской империи Полиперхоном. Последующие несколько лет Эвмен противостоял Антигону. Между ними произошло несколько сражений. В конечном итоге Эвмен был выдан Антигону собственными воинами и казнён.
В античных источниках Эвмен представлен чуть ли не единственным безукоризненным преемником Александра. Возможно, это связано с тем, что автором наиболее популярного в Античности исторического сочинения того времени, которое использовали все последующие историки, был соотечественник, сторонник и приближённый Эвмена Иероним Кардийский.

## Биография

### Происхождение. Ранние годы
Эвмен родился в 361/360 году до н. э. в древнегреческой колонии Кардия на северо-западе Херсонеса Фракийского. О происхождении Эвмена существуют несколько версий, которые переданы в сочинениях Плутарха, Дурида Самосского, Клавдия Элиана и Корнелия Непота. По утверждению Дурида, переданному Плутархом, отец Эвмена был возницей. Македонский царь Филипп II, будучи проездом в Кардии, обратил внимание на Эвмена во время состязаний в панкратионе. Мальчик проявил ловкость, сообразительность и храбрость, в связи с чем Филипп II увёз его в Македонию. Клавдий Элиан назвал Эвмена сыном бедного флейтиста, который играл на похоронах. По мнению современных историков, эти версии являются недостоверными и возникли с целью очернения Эвмена. Игра на музыкальных инструментах для взрослого мужчины для получения денег в древнегреческом обществе считалась постыдным занятием. Э. Ансон отмечает, что подобные мотивы о быстром карьерном росте выдающихся личностей «из грязи в князи» были популярны в эллинистическую эпоху.
Детство Эвмена прошло в Кардии, за которую боролись Афины и фракийский царь Керсеблепт. На этом фоне в городе сформировалась промакедонская партия, которая увидела в царе Филиппе II восходящую силу на Балканах. Отец Эвмена Иероним, по всей видимости, был одним из представителем этой группы граждан Кардии. Возможно, во время фракийской кампании Филиппа II он связал себя узами гостеприимства с македонским царём. Заключение проксении с царём было бы невозможным для обычного возницы. Эти сведения делают версии Плутарха и Корнелия Непота о влиятельности Иеронима в Кардии более убедительными. Политическая позиция Иеронима помогла его семье на время упрочить своё влияние в городе, так как в 346 году до н. э. по условиям Филократова мира Кардия стала союзницей Македонии. А. С. Шофман назвал Эвмена представителем класса обедневшей греческой интеллигенции.
Также историки отмечают указание Плутарха на то, что Эвмен был изгнанником. На этом основании Э. Ансон сделал предположение, что отец Эвмена был казнён пришедшим к власти в 342 году до н. э. тираном Кардии Гекатеем, а сам Эвмен был вынужден бежать ко двору македонского царя. Также не исключено, что в этом году Иероним умер своей смертью, а новый тиран заставил его сына покинуть родной город. Приход к власти Гекатея в Кардии не означал смену политического курса в городе. При описании последующих событий Плутарх указывал, что «эти два человека [Гекатей и Эвмен] с давних времён питали друг к другу недоверие из-за разногласий в государственных делах». Также этот автор подчёркивал, что Эвмен часто критиковал Гекатея перед Александром и призывал последнего избавить Кардию от ненавистного тирана. Однако, даже несмотря на высокое положение при дворе македонского царя и расположение Александра, Эвмену не удалось сместить Гекатея. Это может свидетельствовать как о большом влиянии кардийского тирана, так и о наличии у Гекатея собственной группы поддержки при македонском дворе.

### На службе у македонских царей

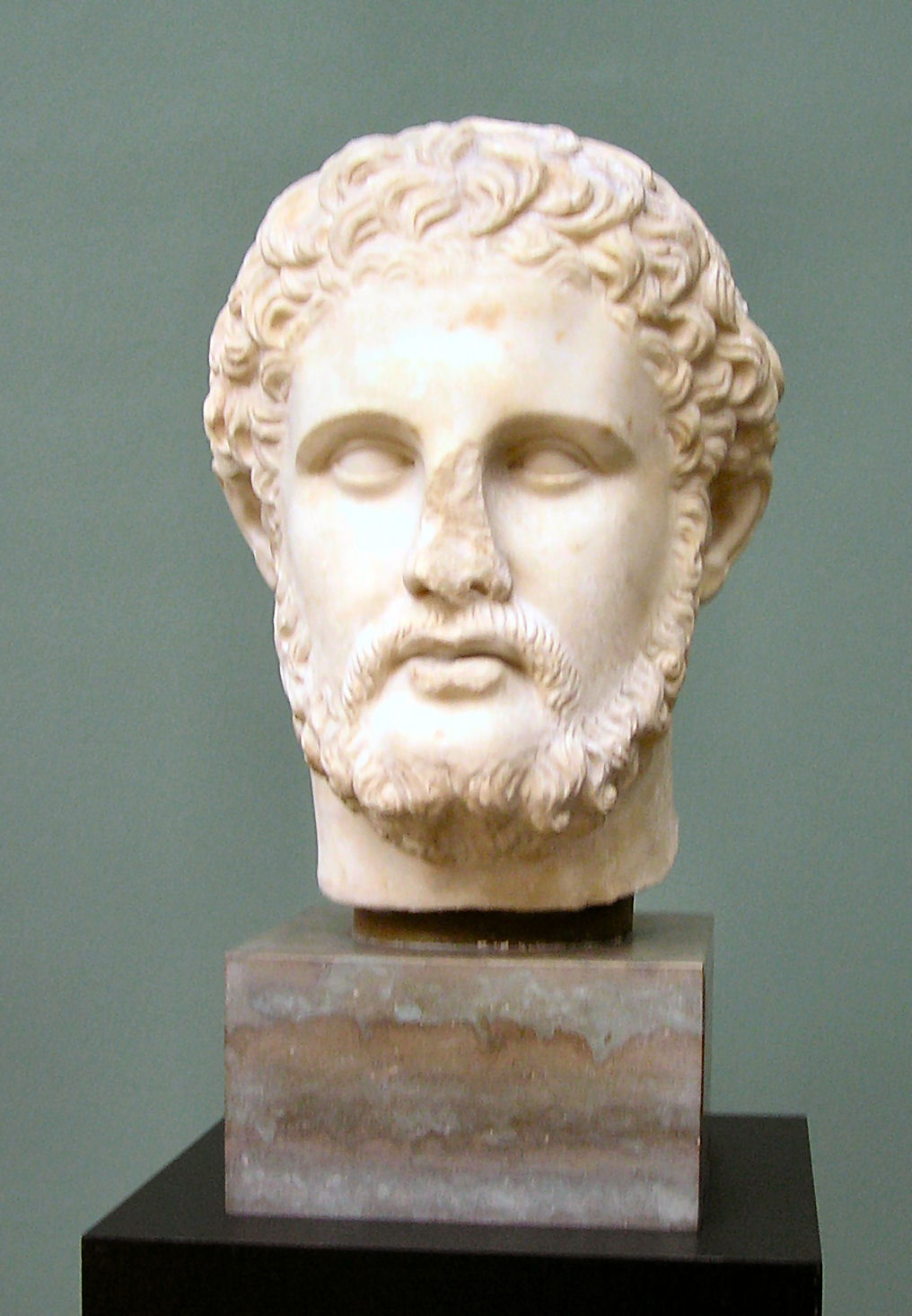
Эвмен семь лет пробыл личным секретарём македонского царя Филиппа II. Возможно, он стал основателем македонской царской канцелярии
Бюст Филиппа II
Новая глиптотека Карлсберга, Копенгаген, Дания

Филипп II оценил личные качества Эвмена и назначил его личным секретарём (грамматевсом), что означало вовлечённость во все государственные дела. В историографии существует дискуссия относительно времени создания царской канцелярии в Древней Македонии. Н. Хаммонд считал, что институция возникла ещё при Александре I (498—454 годы до н. э.), а Эвмен начал свой путь с должности «младшего секретаря». Э. Ансон считает это утверждение спорным. Он указывает, что государственный архив в более развитых Афинах возник лишь между 409 и 405 годами до н. э. По мнению Э. Ансона, вероятность того, что данная институция возникла в авторитарной Македонии ранее, чем в демократических Афинах, крайне низка. Более того, потребность в царской канцелярии возникла лишь с ростом могущества Македонии при Филиппе II. В условиях абсолютной монархии с отсутствием бюрократической системы царский секретарь был одним из наиболее влиятельных людей в государстве. Он контролировал налогообложение, перераспределял доходы, следил за демографическими процессами и т. п. в большинстве случаев, которые не требовали личного вмешательства царя. Многие знатные македоняне были вынуждены искать лояльности Эвмена, хоть и считали недостойным подчиняться человеку без военного опыта. На этой должности Эвмен приобрёл как друзей, так и врагов. К числу друзей Эвмена относят жену Филиппа II и мать Александра Македонского Олимпиаду. Впоследствии она называла его «самым верным другом». Причина их сближения кроется в происхождении Эвмена и Олимпиады. Они были немакедонянами и в глазах местной элиты являлись чужеземцами. При Филиппе II влияние Эвмена было недостаточным, чтобы вмешиваться в конфликты между царём и царицей. Наиболее влиятельным недоброжелателем Эвмена стал один из главных военачальников Филиппа II Антипатр. Представитель македонской аристократии и приверженец старых традиций конфликтовал с Олимпиадой. Поддержка царицы со стороны Эвмена привела к возникновению между ними напряжённых отношений. Вторым фактором раскола между персонажами стала дружба Антипатра с тираном Кардии Гекатеем.
Кроме технических функций руководителя аналога царской канцелярии, Эвмен получил уникальную возможность обучиться дипломатическим уловкам Филиппа II. Впоследствии один из военачальников Александра Македонского Неоптолем утверждал, что «шёл за царём со щитом и копьём, в то время, как секретарь [Эвмен] провожал его с грифелем и табличкой для письма». В функции Эвмена входили также составление «гипомнемат» и «эфемерид» — своеобразных ежедневных летописей об изречениях и действиях монарха. По одной из версий, автором «эфемерид» о последних днях Александра был некий Диодот Эритрейский, который мог являться подчинённым Эвмена. По мнению А. С. Шофмана, Эвмен был инициатором и составителем официального журнала, который позднее получил название «Царские эфемериды». Секретарь царской канцелярии мог видоизменять текст записей, тем самым влияя на отображение тех или иных событий античными историками. По версии Э. Ансона, обычай записывать изречения царя возник при Александре. Эвмен был не единственным летописцем при Александре. Однако, в отличие от Каллисфена, Эвмен записывал все устные распоряжения Александра без каких-либо критических оценок, упускал факты, которые могли бросить тень на царя. Возможно, между Эвменом и Каллисфеном существовала непримиримая вражда.
Эвмен вошёл в число доверенных лиц македонского царя, которых называли гетайрами, и верно прослужил Филиппу II семь лет. Остаётся неясной роль Эвмена в непростых взаимоотношениях Филиппа II с женой Олимпиадой и сыном Александром. С одной стороны, Эвмен не только сохранил своё положение после смерти Филиппа II, но и упрочил его. Это может свидетельствовать, что царский секретарь был на стороне членов семьи македонского царя. С другой, Эвмен не упомянут во время ссор в царской семье, которые стоили опалы многим знатным македонянам. Возможно, в это время он вёл сложную двойную игру, которая не нашла отображения в античных источниках.

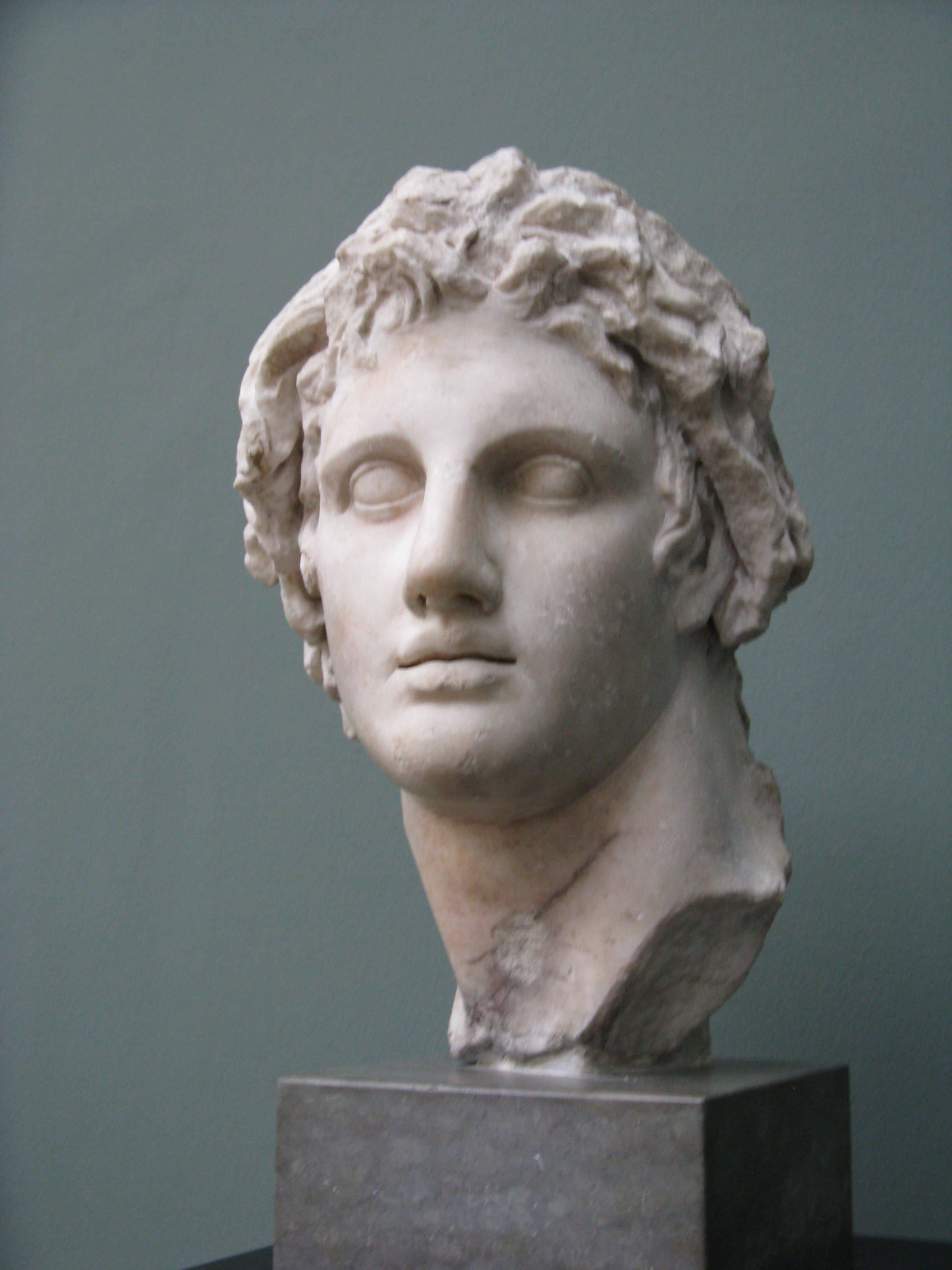
На должности начальника царской канцелярии Александра Македонского Эвмен пробыл тринадцать лет
Античный бюст Александра в Новой глиптотеке Карлсберга, Копенгаген, Дания

После убийства Филиппа II Эвмен стал личным секретарём Александра Македонского, который повысил его до «архиграмматевса», то есть начальника царской канцелярии. Сохранение за Эвменом своего прежнего поста свидетельствует о его незаменимости. На этой должности Эвмен бессменно пробыл все тринадцать лет правления Александра вплоть до его смерти. По мнению Э. Ансона, сохранением своего положения при царском дворе Эвмен обязан тому доверию, которое к нему испытывали Олимпиада и Александр. На момент смерти Филиппа II Эвмен мог владеть некоторыми земельными владениями, но не имел опоры среди македонской аристократии. Более того, македонская знать относилась к нему с некоторым презрением, как к выскочке-инородцу.
В условиях завоевания империи Ахеменидов македоняне были вынуждены с нуля создавать бюрократический аппарат империи. Несмотря на отсутствие военных достижений, влияние Эвмена на Александра вышло за рамки деловых взаимоотношений между царём и руководителем его канцелярии. Плутарх описал две анекдотические истории, которые свидетельствуют о существовании конфликта между Эвменом и ближайшим другом Александра Гефестионом. Их разногласия не были следствием политических процессов, а касались тривиальных повседневных ситуаций. В одном случае Гефестион отдал некоему флейтисту Эвию дом, который присмотрел для себя Эвмен. Во втором причиной ссоры стал некий подарок Эвмену. Эвмен даже попал в число подозреваемых в смерти царского любимца. Для снятия с себя подозрений Эвмен пожертвовал громадную сумму на его погребение. На фоне общей неприязни к фавориту Александра Эвмен сблизился с военачальником Кратером. Возможно, причина снисходительности к Эвмену со стороны Александра и его военачальников кроется в его незаменимости. Взаимоотношения между Эвменом и военачальниками Александра носили преимущественно деловой характер.
Загруженность Эвмена на должности начальника царской канцелярии была крайне высокой. Этим можно объяснить его отрешённость от военных дел. В античных источниках содержится мало свидетельств участия Эвмена в военных действиях во время походов Александра. Во время Индийского похода Александр отправил Эвмена во главе 300 всадников сообщить жителям восставшей области о взятии македонянами Сангалы и предложить им покориться. Однако по прибытии Эвмен обнаружил, что все жители покинули свои дома и бежали. Во время преследования он захватил около 500 человек. Также Арриан упоминает Эвмена среди триерархов во время битвы на Гидаспе. По мнению Э. Ансона, Эвмен более активно участвовал в военных действиях, чем указано в источниках. Такой вывод историк делает на основании его успехов в качестве военачальника после смерти Александра. Э. Ансон считал, что соответствующие знания Эвмен приобрёл во время походов Александра.
Политические позиции Эвмена среди приближённых Александра укрепились в 324 году до н. э. На массовом бракосочетании между приближёнными Александра и знатными персиянками в Сузах Эвмен получил в жёны сестру царской любовницы Барсины Артониду. В том же году умер Гефестион, который занимал должность хилиарха. На этот пост был назначен Пердикка, а занимаемая им прежде должность гиппарха гетайров перешла к Эвмену. Сохранил ли Александр за Эвменом должность архиграмматевса, неизвестно. Такой карьерный рост от начальника царской канцелярии до военачальника гвардии представляет собой уникальный случай. Возможно, эту должность Эвмен получил по протекции ушедшего на повышение Пердикки, с которым у него сложились дружеские взаимоотношения.

### Вавилонский раздел

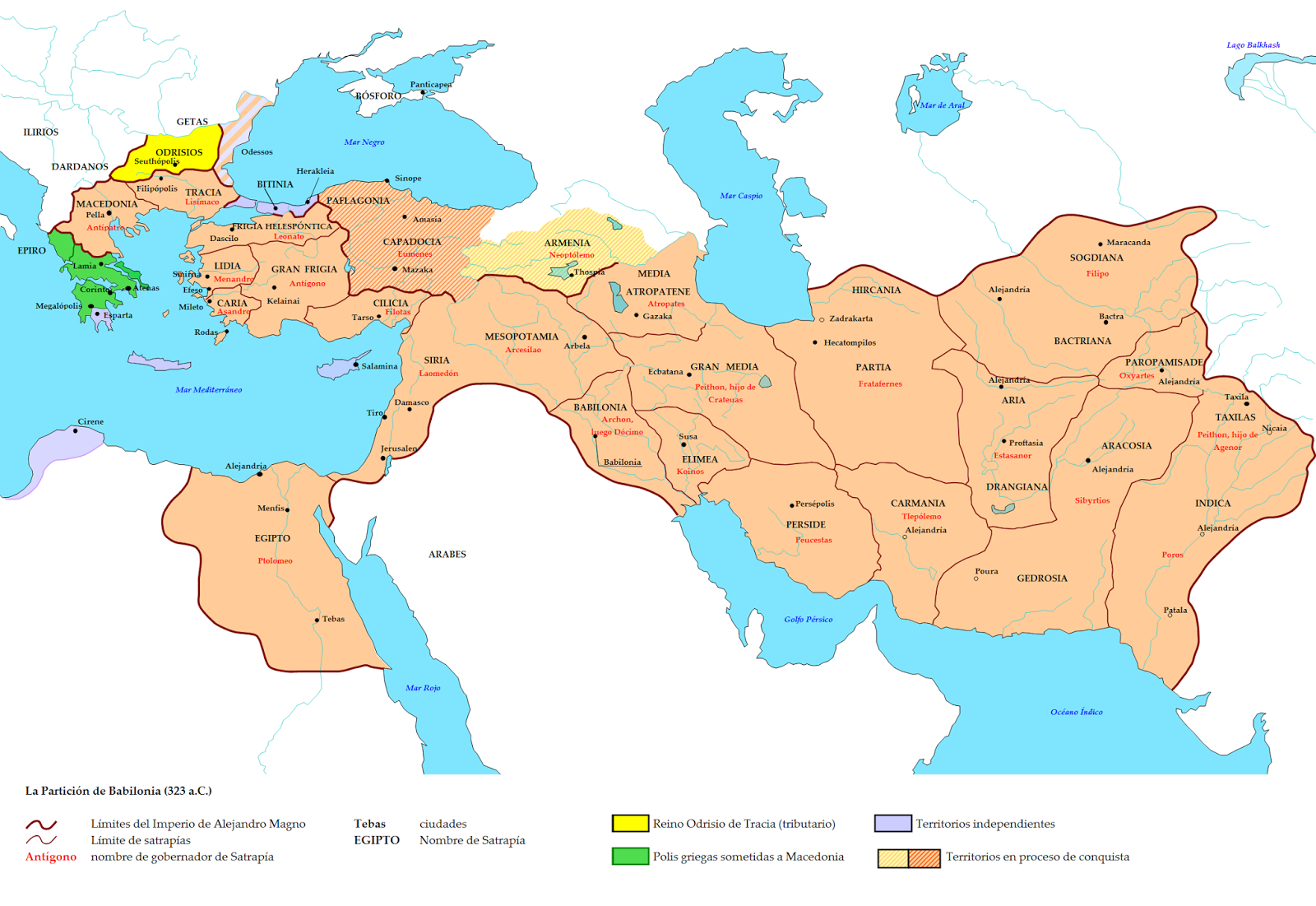
Перераспределение сатрапий на Вавилонском разделе. Владения Эвмена Каппадокия и Пафлагония заштрихованы, так как по факту на момент смерти Александра не входили в состав Македонской империи

На момент смерти Александра Македонского в 323 до н. э. Эвмен был одним из наиболее влиятельных приближённых царя, которые могли претендовать на те или иные посты при перераспределении власти в Македонской империи. Он не только был гиппархом гетайров, но и имел доступ к царской канцелярии, которая включала в том числе и личную переписку царя. В то же время его положение непосредственно после смерти Александра было крайне непрочным. Гиппархия Эвмена состояла преимущественно из знатных македонян, которые скептически относились к своему командиру. Также у Эвмена не было сильных покровителей среди военачальников Александра. В этот переломный момент своей карьеры он проявил чрезвычайные гибкость и находчивость, которые определили его дальнейшую судьбу.
Выбор нового царя в сложившихся условиях был особым событием. В Македонии не существовало правил о престолонаследии, и любой член царской семьи был потенциальным наследником престола. На протяжении предшествующих 150 лет практически каждая передача власти сопровождалась внутренней смутой. Особенность ситуации, которая возникла после смерти Александра, заключалась в том, что бо́льшая часть воинов долгие годы находилась вдали от родины. Также Македонская империя после смерти Александра существенно отличалась от Македонии после смерти Филиппа II.
Процесс выбора нового царя в различных вариациях описан тремя античными историками — Диодором Сицилийским, Юстином и Квинтом Курцием Руфом. Во время совета военачальников Пердикка предложил дождаться родов жены Александра Роксаны, которая находилась на последних месяцах беременности. Против такого предложения резко выступил Мелеагр. Он считал, что родов дожидаться не следует, так как может родиться и девочка. Также Мелеагр подчёркивал, что у Александра уже есть сын от Барсины Геракл. Да и не подобает македонянам подчиняться царям, в чьих жилах течёт персидская кровь. Мелеагр выступил за признание царём брата Александра Арридея. Единственной заслугой брата Александра было его происхождение — он был сыном Филиппа II и фессалийки Филинны. Арридей до смерти Александра не был реальным претендентом на трон по причине слабоумия. Однако в сложившихся условиях Арридей оказался единственным представителем царской династии Аргеадов «правильного» происхождения, который находился в Вавилоне, где умер Александр.
На военном совете возобладало мнение Пердикки. Это вызвало негодование рядовых фалангитов. К ним были направлены популярные в среде пехоты Мелеагр и Аттал. Вместо того, чтобы успокоить войско, Мелеагр похвалил бунтовщиков за проявленную позицию. После этого мятежная часть войска провозгласила Мелеагра своим вождём и двинулась к царскому дворцу. Пердикка с другими военачальниками был вынужден бежать из Вавилона. Вскоре произошло вынужденное примирение между Пердиккой и Мелеагром. Пердикка приказал задерживать обозы провианта, которые шли в Вавилон, что угрожало его жителям и лояльным Мелеагру войскам голодом. По версии Плутарха, миротворцем выступил Эвмен. Согласно предложенному Эвменом компромиссу оба претендента — неродившийся сын Роксаны и Арридей — были назначены царями, а их регентами стали Пердикка и Мелеагр. Согласно нескольким позднеантичным источникам, Мелеагр даже получил в управление Келесирию и Финикию. На этом противостояние не закончилось. Согласно античным источникам, Мелеагр планировал убийство своего политического оппонента, однако не смог довести дело до конца. Вскоре Пердикка сумел привлечь на свою сторону пехоту, Арридея и союзника Мелеагра Аттала, а затем во время жертвоприношений приказал убить зачинщиков мятежа. Квинт Курций Руф утверждал, что после того как 300 человек, на которых указал Пердикка, растоптали слонами, Мелеагр бежал и укрылся в храме, однако вскоре был схвачен и убит.
Во время перераспределения сатрапий в Македонской империи на Вавилонском разделе Эвмен получил должности сатрапа Каппадокии, Пафлагонии, а также припонтийских территорий (причерноморского побережья Малой Азии). По мнению С. В. Смирнова, некоторое время Эвмен продолжал занимать пост архиграмматевса при Пердикке.

### Между Вавилонским разделом и Первой войной диадохов
В отличие от других военачальников, Эвмен получил в управление неподвластные македонянам территории, где правил Ариарат. Для военачальников Александра грек по происхождению Эвмен был чужеземцем. Однако Пердикка был обязан Эвмену урегулированием кризиса в противостоянии за власть непосредственно после смерти Александра. Ум и честолюбие Эвмена заставляли Пердикку опасаться, что в Вавилоне выходец из Кардии станет одним из его наиболее влиятельных оппонентов. Передача в управление Эвмену неподвластных македонянам Каппадокии и Пафлагонии должна была выключить этого персонажа из внутриполитической борьбы в империи. Предполагалось, что Эвмен первое время будет занят завоеванием и обустройством захваченных провинций. Ещё одним мотивом Пердикки при выделении Эвмену неподвластных македонянам сатрапий было ослабление правителя Фригии Антигона. Пафлагония и Каппадокия находились к северу от его владений. В течение десяти лет, от битвы при Иссе до смерти Александра, между Ариаратом и Антигоном не было каких-либо вооружённых конфликтов, что даёт основания предположить существование между ними неких договорённостей о мирном сосуществовании. Замена Ариарата на лояльного Пердикке ставленника нарушала сложившееся положение в регионе.
Пердикка поручил Антигону и Леоннату содействовать Эвмену в завоевании Каппадокии и Пафлагонии. Антигон проигнорировал приказ регента империи. Помочь Эвмену вначале согласился, по прямому приказу Пердикки, сатрап Геллеспонтской Фригии Леоннат. Однако в это время к нему прибыл посол наместника Македонии Антипатра Гекатей. После смерти Александра Македонского греки восстали против македонской гегемонии. Начало войны складывалось для Антипатра неудачно. Он оказался осаждённым в Ламии войском под командованием Леосфена и отправил послов к македонским военачальникам с просьбой о помощи. У Леонната были свои мотивы отправиться в Грецию. Он надеялся не только получить власть в самой Македонии, но и жениться на сестре Александра Клеопатре, тем самым став одним из наиболее влиятельных людей в Македонской империи. Леоннат рассказал Эвмену о своих планах и предложил присоединиться к нему в походе. Эвмен тайно покинул лагерь Леонната со своими всадниками и рабами, после чего отправился к Пердикке. Заодно он взял казну в пять талантов. Античные историки по-разному трактуют мотивы Эвмена. Плутарх считал, что он не доверял Антипатру, с которым до этого враждовал, а также был невысокого мнения о легкомысленном Леоннате. По мнению Корнелия Непота, Леоннат собирался казнить Эвмена за отказ в участии в его походе в Грецию.
В начале 322 года до н. э. Эвмен без особых происшествий вернулся в Вавилон, где сообщил Пердикке о решении Леонната. К тому времени Пердикка уже знал об ослушании Антигона. Таким образом, при осознании, что два сатрапа в Малой Азии не выполняют его приказов, он лично повёл царское войско из Вавилона в Каппадокию. В античной традиции существует несколько версий о мотивах Пердикки. Согласно Плутарху, по прибытии в Вавилон Эвмен раскрыл Пердикке планы Леонната, после чего приобрёл у того большое влияние и стал одним из его советников. Корнелий Непот утверждал, что Пердикка стремился сделать из Эвмена верного союзника, так как видел «в этом человеке величайшую честность и усердие», которые хотел использовать в собственных целях. В Каппадокии Пердикка во главе царской армии победил Ариарата в двух сражениях. Сам военачальник был взят в плен и казнён. Его место руководителя Каппадокии и Пафлагонии летом 322 года до н. э. занял Эвмен.
Плутарх указывает, что Эвмен «роздал города своим друзьям, расставил караульные отряды и назначил по своему усмотрению судей и правителей». Э. Ансон отмечает экстраординарность соответствующих действий. Александр Македонский, а затем и Пердикка при назначении сатрапов давали им в компаньоны лояльных себе чиновников и военачальников, которые получали посты военных комендантов крепостей, финансовых инспекторов и т. п. Самостоятельные действия Эвмена свидетельствуют об особом доверии к нему Пердикки. Эвмен не только стал одним из главных советников Пердикки, но и центром власти регента в регионе. Так, ему было поручено следить за правителем Армении Неоптолемом, который «сеял смуту». К этому времени относятся некие переговоры между Эвменом и Неоптолемом, которые оказались безрезультатными. Плутарх охарактеризовал их следующими словами: «Этого полководца [Неоптолема], несмотря на его надменность и пустую чванливость, Эвмен пытался унять посредством миролюбивых увещаний». Одновременно с переговорами Эвмен был занят созданием собственного войска, в котором особое внимание уделял коннице. Эвмен создал войско из шести тысяч каппадокийских всадников, тем самым создав противовес силам Неоптолема в регионе. В целом Эвмен оставил за собой хорошее впечатление у местных жителей, которые впоследствии не раз проявили лояльность к своему правителю.
Также историки обращают внимание на быстроту, с которой Эвмен организовал и обустроил систему власти в сатрапии. Сам факт, что вскоре Эвмен присоединился к Пердикке во время его кампании по покорению Писидии, свидетельствует о том, что он имел в Каппадокии твёрдый тыл.

### Первая война диадохов
В 322 или 321 году до н. э. началась Первая война диадохов за передел Македонской империи. Главными врагами Пердикки стали сатрап Египта Птолемей, а также соправители Македонии Антипатр и Кратер. Эвмен был косвенно причастен к такому развитию событий. Согласно одной, наиболее распространённой версии, незадолго до начала войны между регентом империи Пердиккой и наместником Македонии Антипатром начались переговоры о создании союза, который должен был закрепить брак Пердикки с дочерью Антипатра Никеей. Согласно мнению историка И. Г. Дройзена, инициатором переговоров был Пердикка. Брат Никеи Иолла и Архий в 322 году до н. э. даже доставили девушку для предстоящей свадьбы в Вавилон. Этот брак противоречил интересам матери Александра Олимипады, которая правила в Эпире и была одним из главных врагов Антипатра. Для того, чтобы расстроить свадьбу и союз двух наиболее влиятельных персоналий в Македонской империи, она предложила Пердикке жениться на своей дочери Клеопатре, первый муж которой погиб ещё в 331 году до н. э. Брат Пердикки Алкета советовал отдать предпочтение Никее, в то время как Эвмен — Клеопатре. Брак с дочерью Филиппа II и сестрой Александра мог легитимизировать притязания Пердикки на царский трон. Об этих планах стало известно Антипатру. В античных источниках имеются определённые разночтения относительно свадьбы Пердикки с Никеей. Согласно Юстину, брак не состоялся, Диодору Сицилийскому и Арриану — Пердикка на короткое время женился на Никее, однако затем развёлся, чтобы взять в жёны Клеопатру. В этой истории Эвмен выполнял роль посредника между Пердиккой и Клеопатрой и ездил к потенциальной невесте регента империи в Сарды. Как бы то ни было, Никея вернулась домой к отцу, что расстроило создание союза между двумя военачальниками. На этом фоне отец Никеи, Антипатр, присоединился к коалиции диадохов, которые выступили против Пердикки. По версии М. Лайтман, для того, чтобы заручиться поддержкой сатрапа соседней с Македонией Фракии Лисимаха, Антипатр выдал Никею за него замуж. Таким образом, Лисимах, который до этого был одним из самых преданных приближённых Пердикки, во время Первой войны диадохов сохранил нейтралитет.
Согласно другой версии, инициатором брачного союза с Клеопатрой был Пердикка. На фоне формирующейся коалиции против его власти он спешно искал союзников. Пердикка отправил Эвмена к Клеопатре, которая на тот момент находилась в Сардах, с богатыми подарками и соответствующим предложением. Клеопатра ответила согласием, однако свадьба так и не состоялась из-за убийства Пердикки. В таких условиях Эвмен предложил сестре Александра свою помощь и опеку, на что она ответила отказом. Клеопатра попросила Эвмена не вовлекать её в интриги диадохов, так как не хотела быть причиной раздора и войны. Впоследствии Антипатр осудил Клеопатру за её действия, в том числе и переговоры с Эвменом, которые стали поводом для начала войны между диадохами. Также Эвмен чуть не попал в западню в Сардах, однако был вовремя предупреждён о близости войск Антигона и успел бежать.
На военном совете Пердикка заявил, что сатрап Египта Птолемей ослушался приказа царей относительно захоронения тела Александра, соправители Македонии Кратер и Антипатр предоставили приют опальному сатрапу Фригии Антигону. В связи с этим Пердикка считал необходимым первым объявить войну непокорным военачальникам, пока те не соберутся с силами. На военном совете было принято решение начать поход в Египет, а не Македонию. На время похода в Египет Пердикка назначил Эвмена стратегом-автократором войсками к западу от Таврских гор. Его основной задачей была охрана проливов, чтобы войска Антипатра и Кратера не смогли переправиться в Азию. Под управление Эвмена были переданы войска брата Пердикки Алкеты и Неоптолема. Алкета отказался подчиняться Эвмену, в то время как Неоптолем стал вести сепаратные переговоры с Антипатром и Кратером и в конечном итоге перешёл на их сторону.
Положение Эвмена было весьма тяжёлым, так как против Пердикки восстали военачальник македонского флота Клит, сатрапы Карии Асандр и Лидии Менандр. Также список врагов Пердикки пополнил Неоптолем, который заключил союз с Антипатром. В этих условиях Эвмен вернулся в Каппадокию. Он приказал Неоптолему прибыть к нему с войском, а когда тот не повиновался, выступил в поход в Армению. В последовавшем сражении пехота Эвмена отступила, но благодаря сильной коннице он не только выиграл сражение, но и захватил обоз Неоптолема. Сатрап Армении с тремя сотнями всадников бежал и присоединился к войскам Кратера и Антипатра. В этом сражении впервые произошёл разгром азиатскими воинами, хоть и обученными Эвменом по македонскому образцу, фаланги македонян.
Согласно Плутарху, Антипатр с Кратером отправили послов к Эвмену с предложением перейти на их сторону. Взамен ему было обещано присоединить к его владениям новые сатрапии. В ответ Эвмен отправил послов к Антипатру и Кратеру с предложениями перейти на сторону Пердикки. Пока они обдумывали предложение, к ним явился Неоптолем, который и убедил их продолжить войну. Именно Неоптолем внушил Кратеру мысль, что македоняне в войске Эвмена немедленно перейдут на его сторону при одном виде популярного военачальника Александра. Также Неоптолем утверждал, что войско Эвмена предаётся победному ликованию и станет лёгкой добычей. На военном совете было принято решение, что Антипатру следует отправиться в Киликию, чтобы зайти в тыл войскам Пердикки. Кратер с Неоптолемом, в свою очередь, двинулись навстречу Эвмену. Эвмен попытался скрыть от воинов информацию о военачальнике противника Кратере и распустил слух, что им предстоит вновь сразиться с Неоптолемом, к которому присоединился Пигрет с пафлагонской и каппадокийской конницей.
В сражении у Геллеспонта, которое произошло через десять дней после победы над Неоптолемом, Эвмен поставил напротив фланга, которым руководил Кратер, конницу наёмников под командованием перса Фарнабаза и Феникса. Сам Эвмен с отрядом отборной конницы возглавил правый фланг.

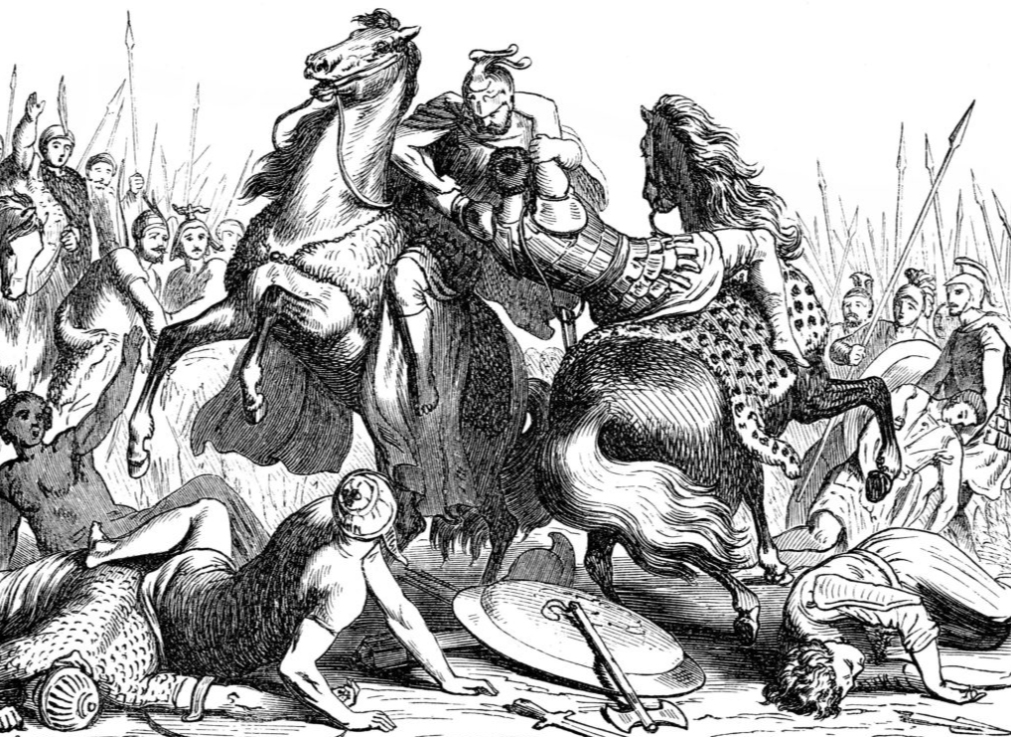
Бой Эвмена с Неоптолемом при Геллеспонте. Гравюра 1878 года

Согласно одной из легенд, Эвмен лично убил Неоптолема во время сражения. Кратер, согласно Плутарху, «не посрамил славы Александра — многих противников он уложил на месте, многих обратил в бегство». В конечном итоге он был ранен неким фракийцем. Кратер лежал на поле сражения, пока его не узнал Горгий, который спешился и приказал поставить возле умирающего военачальника стражу. Согласно Плутарху, Эвмен после сражения пришёл к умирающему Кратеру, «зарыдал, протянул в знак примирения руку и стал осыпать бранью Неоптолема. Он оплакивал судьбу Кратера и жалел самого себя, потому что был поставлен перед необходимостью либо погибнуть самому, либо погубить близкого друга». Эвмен почтительно отнёсся к праху погибшего военачальника. Согласно Диодору Сицилийскому, он передал останки Кратера Аристону, который впоследствии отдал их его вдове Филедля оказания соответствующих почестей и захоронения. Также он предложил побеждённым македонянам присоединиться к его войску. Они вначале согласились, но при первой же возможности покинули Эвмена и отправились к Антипатру.
Пока Эвмен вёл войну в Малой Азии, Пердикка во главе собственной армии отправился в Египет. Регент империи был убит восставшими военачальниками. Через пару дней после его гибели в лагерь пришло известие о победе Эвмена. Смерть Пердикки перечеркнула все победы Эвмена. При новом перераспределении власти в Македонской империи регентом стал давний враг Эвмена Антипатр. Власть над Каппадокией была передана Никанору. Смерть Кратера произвела тягостное впечатление на македонян. На общевойсковом собрании Эвмену был вынесен смертный приговор, который должны были реализовать Антигон с Антипатром. За голову Эвмена было назначено вознаграждение в 100 талантов. Вследствие новой угрозы Эвмен был вынужден значительно усилить собственную охрану. Антипатр поручил Антигону во главе царских войск разгромить Эвмена.

### Между Первой и Второй войнами диадохов
Эвмен, который оказался вне закона, надеялся на поддержку других, также приговорённых к смертной казни пердикканцев. В этих условиях многие видные военачальники направились в Писидию в Малой Азии, где удерживал власть брат Пердикки Алкета. Среди них был и зять Пердикки, а также наварх его флота Аттал вместе с братом Полемоном, военачальник Доким, а также бывший сатрап Келесирии Лаомедон. Совместными усилиями Алкета и Аттал победили карийского сатрапа Асандра, который признавал верховную власть Антипатра. Однако, несмотря на значительные силы, «партия Пердикки» не смогла достичь единства. Ни Алкета, ни Аттал не были готовы подчиниться более сильному и талантливому Эвмену, своей зависти к которому они не скрывали и при жизни Пердикки. Послам Эвмена, который предлагал союз, они ответили: «Алкета — брат Пердикки, Аттал — его зять, а Полемон — брат последнего, им подобает начальство и их распоряжениям должен подчиниться Эвмен». На это, согласно Плутарху, Эвмен сказал: «Выходит по пословице — „О дурном конце и думы нет!“». Также Эвмен постарался склонить на свою сторону сестру Александра Македонского Клеопатру, которая на тот момент находилась в Сардах.
Также положение Эвмена осложняли обещания Антигона о щедром вознаграждении тем воинам и военачальникам, которые предадут своего командира. Согласно Юстину, по возвращении в лагерь из Сард Эвмен обнаружил разбросанные письма, в которых предлагалась награда тому, кто принесёт голову Эвмена. Военачальник собрал войсковой совет, на котором поблагодарил воинов за преданность, а также заявил, что эти письма были написаны и разбросаны по его приказу. Диодор Сицилийский упоминает о военачальнике Пердикке, который не только покинул Эвмена, но и увёл за собой 3500 пеших воинов и 500 всадников. Эвмен поручил Фениксу преследование дезертиров. Военачальник совершил усиленный ночной марш и напал на спящий лагерь, тем самым одержав безоговорочную победу. Впоследствии Эвмен казнил зачинщиков мятежа, в том числе и Пердикку, который попал в плен к Фениксу. Обычные воины получили прощение и были распределены среди других отрядов.
Антигон стремился как можно быстрее выполнить возложенные на него обязанности, тем самым захватив новые владения и усилив собственную власть. Он стал раздавать щедрые обещания военачальникам и обычным воинам в войске Эвмена, которые решат перейти на его сторону. Сразу после зимовки во Фригии Антигон выступил в поход. Эвмен со своим войском также снялся с зимних квартир и последовал навстречу Антигону. По мнению В. Б. Михайлова, Антигон тщательно изучил тактику Эвмена, который основные надежды возлагал на конницу. Поэтому он сделал всё, чтобы переманить на свою сторону начальника конницы врага Аполлонида, а также предполагал использовать элефантерию для противовеса всадникам Эвмена.
Войска Эвмена и Антигона сошлись возле Оркинии, месторасположение которой неизвестно. Вначале Антигон со всеми своими силами смог овладеть предгорьем, которое возвышалось над равниной, где расположился со своим войском Эвмен. В историографии существуют различные оценки численности войск противников. Диодор Сицилийский оценивал силы Антигона в десять тысяч пехотинцев, половина из которых были ветеранами-македонянами, две тысячи всадников и 30 слонов. Под командованием Эвмена было 20 тысяч фалангитов и 5 тысяч всадников. Э. Ансон обосновывает такое неравенство сил необходимостью Антигона оставить часть войска для противодействия пердикканцам в Писидии. Также не исключено, что данные Диодора не соответствуют действительности, так как касались исключительно личного войска Антигона, без учёта подкреплений, предоставленных Антипатром. Корнелий Непот утверждал, что силы Антигона значительно превосходили войско Эвмена. Полиэн, среди прочего, упоминает о войсках союзников, которые прибыли к Антигону незадолго до сражения. Обращает внимание несогласованность данных Диодора Сицилийского. Этот античный автор утверждал, что после сражения при Оркинии Антигон совершил форсированный марш, чтобы сразиться с Алкетой. В сражении при Кретополе, согласно Диодору, Антигон управлял войском в 40 тысяч пеших воинов, 7 тысяч всадников и 30 боевых слонов. Не исключено, что Антигон смог обмануть Эвмена в оценке численности своего войска, тем самым побудив последнего начать сражение в невыгодных условиях.
Во время решающего сражения при Оркинии 319 года до н. э. на сторону Антигона перешёл начальник эвменовой конницы Аполлонид вместе со всадниками. Во время сражения Аполлонид попал в плен к Эвмену и был казнён. Однако казнь изменника не поменяла ход сражения. Благодаря Аполлониду Антигон выиграл сражение и захватил весь обоз. Эвмен с остатками своего войска бежал. Плутарх передаёт историю о том, как Эвмен во время отступления мог захватить обоз Антигона, но осознанно отказался от богатой добычи. Эвмен понимал, что не сможет заставить своё войско удержаться от разграбления беззащитных повозок с деньгами и провиантом. Тогда он предупредил ответственного за обоз военачальника Менандра о соответствующей опасности. Получив информацию, Менандр занялся транспортировкой повозок в горы, в то время как Эвмен беспрепятственно совершил поход в Киликию. Антигон, услышав о произошедшем, сказал: «Чудаки вы! Вовсе не о вас он заботился, не тронув ваших близких, — он просто-напросто боялся, что в бегстве эта добыча станет для него тяжкими оковами». Тем самым, по мнению Плутарха, Менандр не разгадал хитрость Эвмена и, хоть и спас обоз от разграбления, упустил возможность победить противника.
Эвмен хотел достичь Армении, где надеялся привлечь на свою сторону местное население. Однако в связи с преследованием и массовым дезертирством Эвмен был вынужден распустить своё войско, после чего с 600 самыми верными воинами занял неприступную крепость Нора на границе Каппадокии и Ликаонии. Согласно Диодору Сицилийскому, крепость Нора была маленькой, не более двух стадиев (~370 м) в окружности на вершине неприступной горы. В самом начале осады Антигон предложил Эвмену переговоры. В качестве заложника в Нору отправили племянника Антигона Полемея. Военачальники встретились как бывшие друзья, обнялись и начали переговоры. Беседа между Эвменом и Антигоном, все детали которой неизвестны, была долгой, но безрезультатной. Эвмен отказался выполнить требования Антигона и потребовал вернуть себе прежние владения Каппадокию и Пафлагонию. После провала переговоров Антигон приказал обнести Нору стеной, оставил часть войска для продолжения осады и направился с основными силами к Кретополю, где разбил войско Алкеты.
Эвмен со своим войском провёл зиму в Норе. Крепости не угрожала опасность взятия штурмом, а также имелось достаточное количество провизии. Основной проблемой для Эвмена стала поддержка в должном состоянии морального духа своих воинов, а также физического состояния лошадей. Эвмен стал показательно принимать ту же пищу, что и простые воины. Также мягким отношением он достиг расположения к себе со стороны войска. Эвмен приказал подвешивать лошадей в воздухе, после чего их начинали подгонять плетями. Раздражённые животные начинали бить ногами. Таким образом Эвмен смог поддержать физическое состояние лошадей в должном состоянии. Также он совершил несколько удачных вылазок против войск Антигона.
Диодор Сицилийский упоминает посольство от Эвмена к регенту Македонской империи Антипатру, которое возглавил знаменитый историк Иероним Кардийский. Э. Ансон отмечал, что на момент отправки посольства положение Эвмена было безнадёжно. У него не было сил, чтобы прорвать осаду, а также не существовало ни одного военачальника, который мог бы прийти к нему на помощь. Выход группы людей из окружённой крепости, по мнению историка, свидетельствует о согласии Антигона с отправкой посольства. Возможно, послы должны были обсудить с Антипатром условия капитуляции Эвмена. Как бы то ни было, посольство оказалось полностью безрезультативным, так как Антипатр умер ещё до того, как послы прибыли в Македонию. Смерть Антипатра изменила расклад сил в регионе. Антигон после побед при Оркинии и Кретополисе решил оставить за собой Малую Азию.
В целом античные источники одинаково передают обстоятельства самой осады, однако содержат противоречия относительно её завершения. Согласно Диодору Сицилийскому, после смерти Антипатра осада Норы для Антигона, который имел большие амбиции, потеряла какую-либо значимость. Она лишь отвлекала часть войск, которые можно было бы использовать на других театрах боевых действий. В связи с этим Антигон отправил к Эвмену в качестве посла Иеронима с призывом «забыть битвы, которые велись против него в Каппадокии, стать его другом и союзником, и получить подарки во много раз ценнее того, чем он ранее обладал, и величайшую из сатрапий, и в общем быть первым из друзей Антигона и его соучастником в совместном предприятии». Далее Эвмен дал залог и клятву, о деталях которой Диодор умалчивает, и покинул Нору. Впоследствии он набрал новое войско и перешёл на сторону врагов Антигона.
Плутарх несколько по-другому передаёт обстоятельства снятия осады. Согласно этому автору, Антигон через Иеронима предложил Эвмену перейти на свою сторону и принести присягу на верность. Эвмен несколько исправил текст присяги. В антигоновой версии лишь для виду были упомянуты цари. Эвмен переписал текст таким образом, что первыми стояли имена македонских царей, матери Александра Олимпиады, а лишь затем Антигона. Согласно исправленному варианту, Эвмен обещал, что у него будут общие друзья и враги с македонскими царями. После этого он зачитал оба текста войску, а затем попросил решить, какая присяга более справедливая. Македоняне сочли более приемлемым второй вариант, после чего Эвмен принёс присягу и покинул Нору. Впоследствии Антигон сурово разбранил своих воинов, что они проявили своеволие и выпустили Эвмена. Корнелий Непот при описании обстоятельств снятия осады ограничился утверждением: «[Эвмен] обманул антигоновых офицеров и благополучно вышел на волю сам и вывел своих людей».
При сопоставлении двух версий Э. Ансон отмечает их несогласованность. Диодор Сицилийский не пишет ни о каких обмане или хитрости со стороны Эвмена. Такое несоответствие историки могут объяснять как упущением со стороны Диодора, так и недостоверным дополнением истории со стороны Плутарха. Вторая версия, по мнению Э. Ансона, выглядит более убедительной. К тому же Диодор Сицилийский в качестве первоисточника использовал труд современника Эвмена и Антигона Иеронима Кардийского, в то время как Плутарх — Дурида Самосского. В отличие от Иеронима Дурид был склонен к беллетристике. Нельзя исключить, что впоследствии Эвмен заявлял, что не нарушал присяги на верность Антигону, а его слова в несколько изменённой форме нашли отображение в тексте Плутарха. Существует и противоположное мнение, что Эвмен знал или предполагал о скором начале последующей войны диадохов, в связи с чем и устроил хитрость с «присягой» на верность Антигону.
В целом версия Диодора, по мнению Э. Ансона, выглядит более правдоподобной. Историк отмечает, что Эвмен заключил мир с Антигоном на более благоприятных условиях, чем был готов принять в начале осады. Также, по его подсчётам, он перешёл на сторону врагов Антигона через три месяца после снятия осады. Это противоречит общей канве повествования о противостоянии Эвмена и Антигона, в связи с чем и появились малоубедительные версии о разных текстах присяг.

### Вторая война диадохов
В 319 году до н. э. Антипатр перед смертью в преклонном возрасте назначил регентом Македонской империи Полиперхона, а своего сына Кассандра хилиархом, вторым по влиянию человеком в Македонии. Сын Антипатра Кассандр не согласился с ролью военачальника при Полиперхоне и восстал. Смерть Антипатра предполагала новый передел власти в империи. В это время Кассандр вступил в союз с Птолемеем, Антигоном, поднял мятеж в греческих полисах, пообещав им независимость, а также склонил на свою сторону жену слабоумного царя Филиппа III Арридея Эвридику. Полиперхон был вынужден предпринимать срочные действия. Он объявил амнистию Эвмену, который был приговорён к казни ещё во время Первой войны диадохов. Диодор Сицилийский утверждал, что регент Македонской империи Полиперхон прислал командирам аргираспидов Антигену и Тевтаму письмо, в котором приказывал принести присягу Эвмену, который был назначен верховным стратегом всей Азии, а также выдать ему из царской казны 500 талантов.
Получив доступ к царской сокровищнице в Киинде, Эвмен смог набрать войско в 20 тысяч фалангитов и 20 тысяч всадников. Также в его подчинении находилась гвардия аргираспидов. С этим войском и ресурсами он за короткое время превратился во внушительную силу, которая представляла угрозу для Антигона и сатрапа Египта Птолемея. Птолемей и Антигон попытались подкупить командиров Антигена с Тевтамом. Антигену была обещана бо́льшая сатрапия, чем Сузиана, которой он формально управлял. По утверждению Диодора, Антиген, как человек «большой проницательности и верности», не только отверг предложение взятки, но и убедил Тевтама оставаться верным Эвмену. Он был уверен, что в случае победы Антигон устранит его тем или иным способом, в то время как немакедонянин Эвмен ограничится своим статусом стратега.

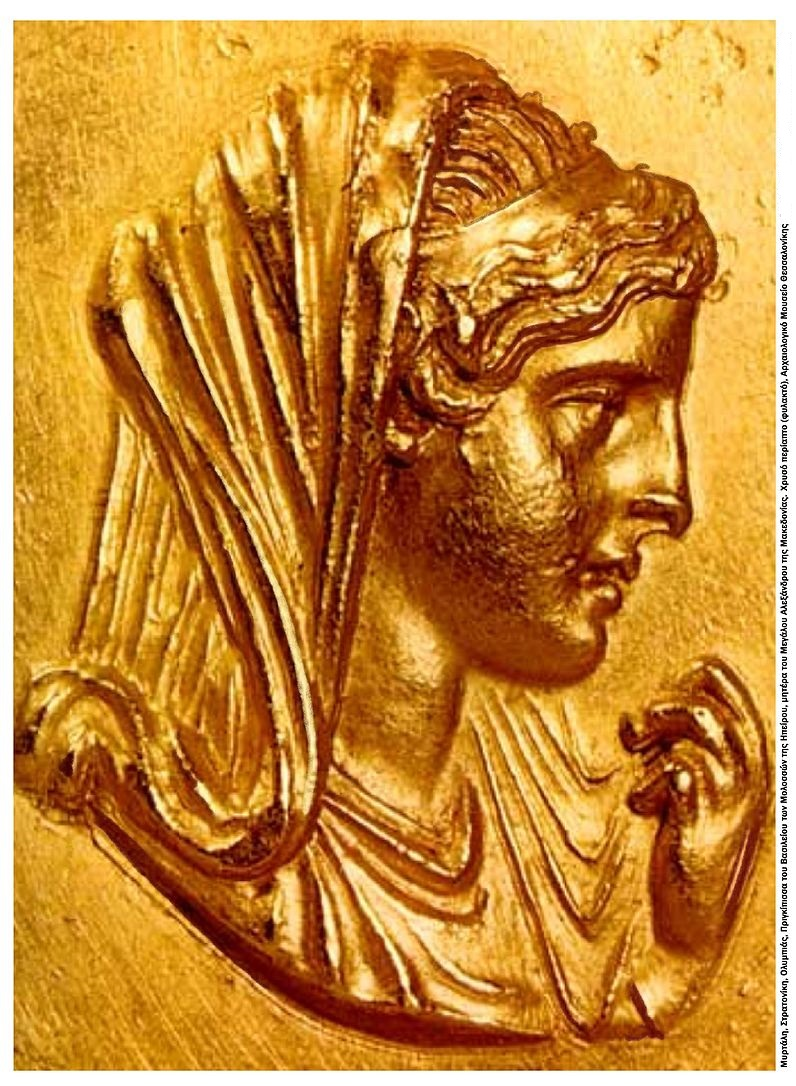
В 318 году до н. э. Олимпиада просила Эвмена вернуться, чтобы стать воспитателем и защитником её внука Александра
Изображение Олимпиады на отчеканенном при Каракалле (198—217) римском медальоне. Археологический музей Салоник, Греция

Одновременно Эвмен вёл переписку с Олимпиадой, которая находилась в Эпире и нуждалась в помощи. Летом 318 года до н. э. Эвмен даже искал возможности достичь Эгейского моря и Македонии, где мог бы помочь Олимпиаде. Согласно Плутарху, Олимпиада просила Эвмена вернуться в Македонию, чтобы взять на себя воспитание и защиту малолетнего сына Александра. Полиперхон и Филипп III Арридей, напротив, настаивали на том, чтобы Эвмен оставался в Азии, где мог бы противостоять Антигону. Планы Эвмена отправиться со своим войском морским путём на финикийских кораблях под командованием Сосигена в Македонию на помощь Полиперхону и Олимпиаде из Киликии перечеркнула победа Антигона над флотом Полиперхона под командованием Клита при Византии. Когда моряки Сосигена увидели флот Антигона, то они предпочли дезертировать и перейти с гружёными казной кораблями на сторону противника. Сосиген в тот момент находился на берегу и не мог повлиять на происходящее. Согласно Полиэну, событие произошло в гавани города Россос в Киликии. Олимпиада, которая безусловно доверяла Эвмену, просила у него совета относительно своих дальнейших действий. Эвмен, согласно Диодору Сицилийскому, посоветовал ей находиться в Эпире до тех пор, пока результат войны между Полиперхоном и Кассандром остаётся неясным.
Получив войска и финансовые ресурсы, Эвмен потребовал, чтобы на его сторону перешли сатрапы Мидии и Вавилонии — Пифон и Селевк, которые на тот момент не определились с тем, кого поддержать во Второй войне диадохов. В ответ на требование Эвмена Пифон сразу перешёл на сторону Антигона, в то время как Селевк заявил, что готов подчиняться царям, но не Эвмену. Эвмен решил не дожидаться, пока Селевк присоединится к его противникам, и направил свои войска на восток в Вавилонию. Для того чтобы достичь столицы Селевка Суз, войскам Эвмена было необходимо форсировать Тигр. Селевк приказал разрушить плотину, вследствие чего войско Эвмена чуть не погибло от наводнения. Только личная храбрость и спокойствие военачальника позволили избежать катастрофы. Эвмен смог организовать переправу своих войск через реку. Узнав об этом, Селевк отправил послов к Эвмену с просьбой о перемирии. Одновременно послы Селевка отправились и к Антигону. Селевк указывал, что Эвмена необходимо разбить раньше, чем он соединится с сатрапами верхних сатрапий.
В Сузиане Эвмен разделил своё войско на три части. Также он разослал письма руководителям верхних сатрапий с требованием подкреплений на основании указа Полиперхона о назначении себя верховным стратегом всей Азии. Сатрапы, хоть и присоединились к Эвмену, и сами претендовали на роль главных военачальников. Сатрап Персиды Певкест заявил свои притязания на верховное командование на основании того, что он привёл наибольшее количество воинов. Антиген выступил с речью о том, что это должно решаться на войсковых собраниях македонян, которые завоевали Азию при Александре. По мнению А. С. Шофмана, этот фрагмент свидетельствует, что Антиген и сам претендовал на верховное командование. Сам Эвмен, опасаясь раздоров в войске, предложил решать все вопросы на общих собраниях военачальников. Решения преподносились как воля обожествлённого Александра. Возможно, Эвмен осуществлял совместное управление армией с Антигеном, который даже руководил войском во время заболевания стратега всей Азии. Ещё одной уловкой Эвмена, которая обеспечивала ему верность сатрапов, стало одалживание у ненадёжных союзников крупных сумм денег. Таким образом, сатрапы были кровно заинтересованы в победе Эвмена, так как в противном случае они теряли громадные суммы.

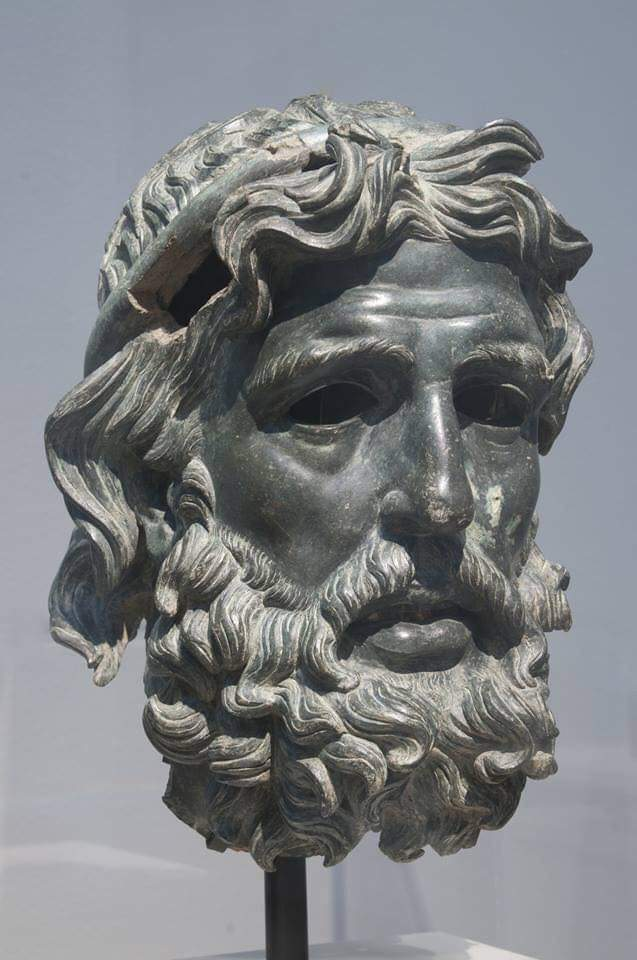
Предполагаемый бюст одного из главных врагов Эвмена Антигона I Одноглазого

Антигон со своими войсками вначале следовал за Эвменом, однако когда узнал о присоединении к нему военачальников верхних сатрапий, прекратил преследование и остановился на зимовку. Весной или летом 317 или 316 года до н. э. он прибыл в Вавилонию, где заключил союз с Селевком и Пифоном. Эвмен решил отступить из Суз, где находилась казна с 15 тысячами талантов, на восток к горам уксиев. Фрурарху города Ксенофилу было приказано не вступать в сражение, не начинать переговоры и удерживать город. Антигон, прибыв под Сузы, оставил осаждать город своего военачальника Селевка, а сам отправился дальше.
Антигон достиг реки Копрат и начал готовиться к переправе. У военачальника не было достаточного количества лодок, чтобы преодолеть эту глубокую горную реку с быстрым течением шириной около 120 м. Он смог организовать переправу трёх тысяч пеших воинов, 400 всадников и шести тысяч фуражиров. В их задачу входило обустройство частокола для обороны и плацдарма для переправы основного войска. Этой ситуацией воспользовался Эвмен. Он напал на неподготовленные силы Антигона с 4 тысячами пеших воинов и 1300 всадниками. Фактор неожиданности и неподготовленность отрядов к обороне позволили Эвмену наголову разбить переправившуюся на противоположный берег часть войска. Воины Антигона бросились к лодкам, но те затонули от перегрузки. Бо́льшая часть тех, кто пытался преодолеть реку вплавь, утонули. По образному выражению Плутарха, «Эвмен преградил … путь и дал сражение, где многих перебил и завалил реку трупами». В плен, согласно Диодору Сицилийскому, попало 4 тысячи человек. Всё это происходило на глазах Антигона, который на другом побережье мог только наблюдать за уничтожением части своего войска. Потери самого Эвмена были ничтожны.
Победа на реке Копрат упрочила за Эвменом славу талантливого военачальника. Четыре тысячи пленных пополнили его войско. В отличие от Антигона, который единолично принимал решения, Эвмен был вынужден получать одобрение со стороны правителей верхних сатрапий, так как он руководил объединённым войском. Они не поддержали идею преследования Антигона, в связи с чем Эвмен был вынужден отказаться от плана навязать противнику решающее сражение. К этому времени относится очередная попытка Певкеста занять главенствующее положение в войске вместо Эвмена. Эвмен смог воспрепятствовать этим планам благодаря подложным письмам, написанным арамейским алфавитом, которые были отправлены от имени правителя Армении и друга Певкеста Оронта, что придало им в глазах Певкеста и воинов достоверность. В них утверждалось, что партия Эвмена побеждает — Олимпиада покорила Македонию, Кассандр погиб, Полиперхон переправился в Азию с сильнейшей частью царской армии и направляется к Каппадокии. После того как военачальники узнали об их содержании, они перешли на его сторону. Эвмен не только упрочил своё положение, но и привлёк к суду союзника и близкого друга Певкеста сатрапа Арахозии Сибиртия. Певкест так и остался на вторых ролях в союзной армии и руководил ею вместе с Антигеном лишь во время болезни Эвмена.
Сражение на реке Копрат, хоть и стало чувствительным поражением для Антигона, не было решающим во Второй войне диадохов. Однако катастрофа, в ходе которой Антигон потерял около четвёртой части своего войска, вынудила военачальника отказаться от попытки переправиться через реку и дать Эвмену решающее сражение. С основным войском он повернул на север в сторону города Бадака, расположение которого неизвестно, на реке Керхе. Во время марша под палящим солнцем погибло много воинов. Затем Антигон решил отправиться в Мидию, где он мог не только пополнить своё войско, но и угрожать сатрапам верхних сатрапий. Расчёт Антигона был прост. Сатрапов верхних провинций в первую очередь интересовали собственные владения, которым угрожал Антигон, а не интересы малолетнего македонского царя. Эвмен понимал, что не сможет удержать их при себе. Поэтому он разделил армию на две части, одну из которых вернул под управление сатрапов, а со второй отправился в Персиду. Он опасался, что сатрап Персиды Певкест может в любой момент перейти на сторону врага.
Осенью 317 или 316 года до н. э. Антигон со своим войском направился из Мидии в Персию. Он хотел закончить войну до зимы. После получения известий о действиях Антигона Эвмен двинулся ему навстречу. После некоторой задержки, вызванной болезнью Эвмена, войска сошлись в регионе Паретакена между Мидией и Персидой. Антигон с Эвменом разместили свои войска на сильных оборонительных позициях, так что никто из них не решился начать атаку первым. Согласно Диодору Сицилийскому, Антигон начал вести сепаратные переговоры с сатрапами, чьи силы составляли бо́льшую часть войска Эвмена. Предложения Антигона не были приняты. Согласно легенде, Эвмен похвалил военачальников и рассказал притчу: «Лев … сватался к отцу девушки. Отец сказал, что готов отдать её, но что боится когтей льва и зубов, опасаясь, что после свадьбы он может рассердиться на что-нибудь и обойтись с девушкой как зверь. Когда, однако, лев вырвал когти и зубы, отец, видя, что лев избавлен от всего, что сделало его грозным, легко убил его дубиной. „Именно нечто подобное“, добавил он, „Антигон делает сейчас. Он будет держать свои обещания ровно до тех пор, пока не станет хозяином армии, и в этот момент казнит её вождей“».
Тогда Антигон решил отправиться на зимние квартиры в богатый и неразграбленный регион Габиена, где надеялся восстановить силы и пополнить войско. Согласно Диодору Сицилийскому, Габиена «отдалённая на три дня пути, была не разграблена и полна зерном, кормами и в целом всем тем, что вполне может прокормить большую армию. Кроме того, сама местность дополняла эти преимущества, поскольку она имела труднопереходимые реки и овраги». Эвмен разгадал план Антигона и поспешил первым занять эту область. Антигон бросился в погоню. Понимая, что не в состоянии догнать Эвмена, Антигон поручил командование основными силами Пифону, а сам с конницей двинулся за Эвменом. Когда Эвмен обнаружил, что за его войском по пятам следует конница противника, то, опасаясь удара в тыл, решил принять сражение. Вскоре к Антигону подошли основные силы, которые вёл Пифон.
Приведённое в античных источниках описание битвы в Паретакене весьма неполное, отсутствует информация о некоторых манёврах. Согласно описанию Диодора, сражение началось нападением массы конницы левого фланга войска Антигона под командованием Пифона на правый фланг Эвмена. Линия войск Пифона далеко выдавалась за крыло Эвмена. Таким образом он хотел избежать фронтального столкновения с боевыми слонами в войске Эвмена. Всадники Пифона осыпали воинов Эвмена градом стрел и камней, после чего обратились в притворное бегство, как только увидели начало атаки со стороны тяжёлой конницы Эвмена. После этого они повторили манёвр. Эвмен приказал своим воинам сместиться вправо, вызвал подкрепление из лёгкой конницы с левого фланга, которым командовал Эвдам, после чего начал наступление. Фланг Пифона не выдержал и начал отступать в сторону холмов. После этого в атаку пошёл центр войск Эвмена. После тяжёлой битвы воины Антигона в центре также начали отступление. Основополагающими на этом этапе сражения стали натиск и мастерство аргираспидов. Антигон вовремя увидел брешь, которая образовалась между центром и левым флангом Эвмена. Он направил в неё своих воинов с правого фланга, тем самым изменив ход сражения. Эвмен оценил угрозу манёвра и приказал своим войскам отступить. К вечеру оба войска вновь выстроились в боевой порядок, однако поздний час и общая усталость не дали возможности продолжить битву. Эвмен со своим войском отошёл к лагерю. Диодор Сицилийский связал этот отход с требованиями военачальников и воинов, с которыми Эвмен был вынужден считаться.
На следующее утро Эвмен отправил к Антигону посла для переговоров относительно захоронения тел погибших. Антигон задержал глашатая, провёл необходимые ритуалы похорон, после чего отпустил посла с предложением Эвмену явиться на поле битвы на следующее утро. Сам Антигон отправился назад в Мидию, где надеялся пополнить войско. Эвмен, хоть и узнал от лазутчиков об отступлении Антигона, отказался от преследования. В отличие от Антигона он был вынужден считаться с мнением военачальников, а также с усталостью войска.
Итог сражения был неопределённым. Согласно Диодору Сицилийскому, Антигон объявил себя победителем на том основании, что за ним осталось поле битвы. Современные историки расходятся в оценках относительно того, кого из военачальников считать победителем сражения в Паретакене. А. Фезин, Э. Ансон и К. Шефер считали победителем Эвмена на том основании, что он не пропустил Антигона в Габиену и сам занял эту область. И. Г. Дройзен, напротив, назвал сражение «нравственным поражением» Эвмена. Р. Биллоуз считал сражение спасительным для Антигона, так как он смог сохранить своё войско, которое находилось на грани поражения. В. Б. Михайлов при описании битвы при Паретакене отмечает талант Эвмена как военачальника, который вовремя оценил угрозу блестящего манёвра Антигона и, не дожидаясь уничтожения большей части войска, приказал начать отступление. Влияние Эвмена существенно снизилось. Новости из Македонии о поражениях «царской партии», к которой относился Эвмен, имели деморализующий эффект. Сатрапы, которые после битвы при Паретакене не ощущали непосредственной угрозы нападения со стороны Антигона, перестали обращать внимание на благоразумные советы своего военачальника.

### Битва при Габиене. Гибель
В Мидии Антигон решил произвести внезапную атаку на войско Эвмена. Он понимал, что его войско слабее, находится в бедной провинции. По мнению Антигона, Эвмен имел большие возможности восстановить силы на зимовке в Габиене. Поэтому он решил использовать фактор внезапности и начать поход. Также Антигон понимал, что войска Эвмена равномерно распределены по области и в случае его внезапного появления не успеют собраться в единое войско. У Антигона было два пути: через густонаселённые области в 25 дней пути и через пустыню в 10 дней. Военачальник принял решение идти через пустыню, так как понимал, что иначе Эвмен узнает о его приближении «раньше, чем он пройдёт треть расстояния».
Когда военачальники Эвмена узнали о приближении Антигона, в их лагере возникла паника. Певкест предлагал отвести отряды в отдалённые места Габиены, где и собрать войско. Эвмен, напротив, решил, что, встретив Антигона на границе пустыни, он получит преимущество. Истощённое переходом войско, по мнению Эвмена, станет лёгкой добычей. Одновременно ему было нужным собрать войско. Поэтому он озаботился, чтобы Антигон узнал о его, озвученном Певкесту, плане. С имеющимися силами Эвмен подошёл к границе пустыни, где разбил лагерь и приказал разжечь множество костров. Антигон посчитал, что его планы раскрыты, и не рискнул вступить в сражение со своим утомлённым долгим переходом войском. Антигон решил, что имела место измена, и свернул в сторону густонаселённых областей, то есть выбрал первый из двух возможных путей в Габиену.
В Габиене Антигон напал на войско Эвдама, которое шло на соединение с основными силами Эвмена. Прежде чем оно было уничтожено, к нему подоспели подкрепления, которые спасли войско Эвдама от уничтожения. То, как Эвмен предотвратил внезапную атаку Антигона, подняло его престиж среди обычных воинов до такой степени, что они потребовали, чтобы он был единоличным военачальником. Такое положение дел не устраивало других военачальников, каждый из которых имел собственные амбиции. Командиры аргираспидов Антиген и Тевтам даже организовали заговор, согласно которому Эвмена следовало устранить после того, как тот выиграет сражение против Антигона. По версии Плутарха, Эвмен узнал о заговоре. Его реакцией стало написание завещания.
Через несколько дней после первого столкновения Антигона с войском Эвдама обе армии расположились друг напротив друга. Диодор Сицилийский, главный источник о битве при Габиене, схематично передаёт ход сражения. Решающим для исхода сражения стало бегство Певкеста со своими воинами, а также манёвр Антигона, благодаря которому он захватил лагерь, в котором в том числе находились семьи и всё нажитое за долгие годы службы имущество аргираспидов, элитной части войска Эвмена. В то же время войско Антигона понесло значительно бо́льшие потери. На военном совете в лагере Эвмена сатрапы предлагали отступить вглубь Азии. Эвмен, напротив, доказывал, что войска Антигона истощены и не выдержат сражения на следующий день. Аргираспиды, в свою очередь, не хотели ни продолжать сражения, ни отступать в верхние сатрапии. Страх оказаться на старости лет без семей и имущества перевесил их воинский долг. Аргираспиды обвинили Эвмена, что он втянул их пустыми обещаниями в бесконечную войну и под конец жизни лишил всего, что было добыто во время бесчисленных походов. После этого они отправили посла к Антигону с просьбой вернуть им семьи и имущество. Антигон обещал возвратить всё захваченное при условии, что они выдадут Эвмена. Тогда аргираспиды, получив соответствующие обещания, передали посланнику Антигона Никанору своих командиров, включая Эвмена.
Согласно Плутарху, Эвмен просил воинов убить его, чтобы не попасть живым в руки Антигона: «убейте меня здесь сами! Если меня убьют там — всё равно это будет ваших рук дело. Антигон не упрекнёт вас: ему нужен мёртвый Эвмен, а не живой. Если вы бережёте свои руки, достаточно развязать одну из моих и всё будет кончено. Если вы не доверяете мне меч, бросьте меня связанного диким зверям. Сделайте это — и я освобожу вас от вины: вы в полной мере воздадите должное своему полководцу». Речь Эвмена лишь ввела воинов в уныние, никак не повлияв на их окончательное решение вернуть себе семьи и имущество через предательство своего военачальника. Согласно античной традиции Антигон долго думал о том, что сделать с Эвменом. Сын Антигона Деметрий и военачальник Неарх убеждали его сохранить жизнь пленнику, в то время как остальные члены свиты — казнить. В этот промежуток, согласно античным авторам, между Эвменом и начальником тюремной стражи Ономархом завязался разговор. Согласно Корнелию Непоту, Эвмен сказал Ономарху, что Антигону неприлично столь долго издеваться над побеждённым — пусть бы приказал казнить или отпустил на волю. На это Ономарх ответил: «Если ты такой храбрый, что же не сложил ты голову в бою, вместо того, чтобы попасть в руки неприятеля?» Эвмен парировал упрёк тем, что он никогда не сталкивался с кем-либо более сильным, а его одолела не доблесть противника, а предательство друзей. В плутарховой версии разговор закончил Ономарх словами: «А теперь ты нашел такого человека [Антигона], так почему бы тебе не дождаться спокойно того срока, какой он назначит?». В конечном итоге Антигон приказал кому-то из своих воинов убить Эвмена, тело сжечь, а прах в драгоценном сосуде отправить жене и детям для оказания соответствующих почестей.

## Оценки
Эвмен был выдающейся личностью даже по меркам эпохи Александра. По мнению Ю. Борзы, он был представителем одарённых греков, которые попали на службу к македонским царям. Из-за своего происхождения он не мог претендовать на власть, в связи с чем Эвмен оказался чуть ли не самым преданным из всех приближённых Филиппа II и Александра Македонского царской династии Аргеадов. А. С. Шофман отмечал, что идея сохранения единой Македонской империи под управлением потомков Александра была навечно похоронена со смертью Эвмена. Поражение Эвмена, по мнению историка, стало следствием невозможности достижения его главной цели.
А. С. Шофман отмечал выдающиеся административные способности и гибкий ум Эвмена, благодаря которым он, несмотря на своё происхождение, достиг соответствующего положения при дворе македонских царей. Эвмен посвятил свою жизнь, во всяком случае последние её годы, намерению сохранить империю Александра для его потомков. Личные качества и выдающиеся административные способности не только способствовали карьерному росту, но и привели к появлению множества недоброжелателей, которые смотрели на Эвмена как на чужака. Возможно, это и стало причиной верности Эвмена македонским царям, которым он был обязан своим положением и рядом с которыми он мог чувствовать себя в безопасности. При жизни Александра македонские военачальники были вынуждены держать свою ненависть к царскому архиграмматевсу при себе. После смерти Александра, по мнению А. Б. Рановича, Эвмен превратился в античный аналог «странствующего рыцаря».
Несмотря на первоначальную должность секретаря, Эвмен проявил себя талантливым военачальником. Он сумел победить одного из главных военачальников Александра Кратера, выигрывал сражения с войсками Антигона, который чувствовал превосходство полководческого таланта Эвмена. При сравнении двух военачальников А. С. Шофман отмечает, что Антигон проявил стратегическую дальновидность и политическую проницательность. Он последовательно оттеснял войско противника вглубь Азии, не рисковал и в конечном итоге смог разрушить коалицию сатрапов и нанести окончательное поражение Эвмену. И. Г. Дройзен дал Эвмену лестную характеристику. Он считал, что «ни один из генералов Александра не владел в такой степени искусством стратегических движений и даром комбинаций при ведении войны больших размеров». В. Б. Михайлов, напротив, при анализе действий Эвмена приходит к выводу, что он был хоть и весьма способным, но не самым опытным военачальником, который оказался в гуще событий во время преобразований в военном деле.
Э. Ансон считал Эвмена оппортунистом. По его мнению, он последовательно, находясь на вторых ролях, достигал могущества

## Историография
В германской историографии XX века стали активно изучать историю диадохов. Особое внимание уделялось роли личности, в том числе и Эвмена, в событиях после смерти Александра. Оценка диадохов итальянскими историками, по мнению А. С. Шофмана, идеализирована. В ней Эвмен представлен благородным защитником царского рода Аргеадов, превратившегося после смерти Александра из династии выдающихся государственных деятелей античности в марионеточных правителей. В этой парадигме полководец представлен последним защитником Аргеадов, представителем класса военачальников и служащих, для которых служба македонскому царю была не только источником обогащения и власти, но и целью их жизни.
Первая монография, посвящённая Эвмену, была издана в 1907 году под авторством А. Фезина «Eumenes von Kardia Ein Beitrag zur Geschichte der Diadochenzeit» («Эвмен из Кардии. Вклад в историю диадохов»). В 1975 году вышла монография «Eumenes of Cardia» Э. Ансона, которая выдержала несколько переизданий в 2004 и 2015 годах. В 2002 году К. Шефер опубликовал книгу «Eumenes von Kardia und der Kampf um die Macht im Alexanderreich» («Эвмен из Кардии и борьба за власть в империи Александра»). Э. Ансон отмечал, что между первым и последним изданием его собственной книги в 1975 и 2015 годах было опубликовано не менее 80 научных работ по тематике Эвмена. Это связано с появлением новых данных, полученных благодаря археологам из клинописных табличек Вавилона и папирусов Набатеи. Исследования проводились относительно хронологии эпохи раннего эллинизма, спорных деталей биографии военачальника. Последние годы жизни Эвмена рассмотрены в посвящённой Антигону монографии Р. Биллоуза. В ней автор детально описал детали и нюансы эпического противостояния двух военачальников.
Биография Эвмена К. Шефера представляет подробный отчёт об основных эпизодах жизни военачальника. Автор уделяет основное внимание борьбе за власть между диадохами. Его интерпретация личности Эвмена промежуточна между энкомием А. Фезина и критическими монографиями Э. Ансона. А. Фезин воспринимал Эвмена последним защитником царской династии Аргеадов македонских царей. Э. Ансон воспринимал Эвмена лишь одним из участников борьбы за власть между военачальниками Александра. По мнению К. Шефера, вначале Эвмен стремился создать из Каппадокии центр собственной власти и продолжить экспансию в Азии. Он считал недостоверной античную традицию о враждебности к Эвмену со стороны македонян, так как тот был греком по происхождению. К. Шефер отмечал, что подобное враждебное отношение друг к другу было нормой среди военачальников Александра. Более того, по мнению К. Шефера, оно свидетельствует, что соратники Александра видели в Эвмене достойного конкурента, а не второстепенного персонажа.
Монография К. Шефера начинается с описания эпизода, когда Эвмен установил «шатёр Александра», в котором стоял пустой трон, где якобы незримо находился легендарный царь. К. Шефер оценивает данный эпизод как талантливую игру Эвмена на религиозных чувствах и дипломатический ход, благодаря которым он добился лояльности правителей верхних сатрапий и обычных воинов. Одновременно Эвмен не забывал и про свои интересы, так как поставил свою палатку рядом с «шатром Александра», тем самым подчеркнув, что именно он наиболее приближён к легендарному царю и должен обладать наибольшим влиянием среди других военачальников. В целом, по мнению К. Шефера, Эвмен был далёк от античного образа самоотверженного защитника династии Аргеадов.
Э. Ансон при описании особенностей личности Эвмена большое внимание уделял его греческому происхождению. Историк отмечал, что фактор происхождения не мог быть определяющим в биографии Эвмена. Возможно, в какие-то моменты его враги и недоброжелатели могли использовать национальный фактор. В то же время греческое происхождение вызывало симпатии со стороны немакедонян в войске Эвмена. В целом монография Э. Ансона представляет описание жизни и карьеры Эвмена. В некоторых частях, по мнению А. Босворта, автор производит парафраз труда Диодора без достаточных проработки и критического отношения к информации. Довольно много внимания уделено вопросам хронологии.
Среди множества проблем при реконструкции событий периода войн диадохов существует сложность их датировки. Один из главных источников по истории войн диадохов Диодор Сицилийский использовал три античные хронологические системы — от года основания Рима, по афинским архонтам и античным Олимпийским играм. При описании событий, которые последовали за смертью Александра Македонского 11 июня 323 года до н. э., ни он, ни другие авторы не привели точной их датировки. В современной историографии присутствуют три подхода к определению даты того или иного события войн диадохов, которые получили название «высокой» и «низкой» хронологии. Также Э. Ансон выделяет гибридный подход в датировке, который использует элементы «высокой» и «низкой» хронологий. По утверждению Э. Ансона, после исследования Т. Бойи «Between High and Low: A Chronology of the Early Hellenistic Period» в историографии отдают предпочтение «низкой» хронологии.

## В художественной литературе
Эвмен в качестве второстепенного персонажа появляется в исторических романах Мэри Рено «Погребальные игры», Л. Р. Вершинина «Обречённые сражаться. Лихолетье Ойкумены», Н. Гульчук «Спаситель Птолемей». Эвмен является основным героем исторической манги «Historie» Хитоси Ивааки, которая неоднократно получала призы как лучшая манга года.

### Исследования
- Борза Ю. История античной Македонии (до Александра Великого) / пер. с англ. М. М. Холода при участии А. Бодрова, О. и В. Иванцовых, 3. Барзах; научная ред. и вступ. статья М. М. Холода; приложения М. М. Холода, Э. Д. Фролова и Ю. Н. Кузьмина. — СПб.: Нестор-История, 2013. — 592 с. — (Историческая библиотека). — ISBN 978-5-44690-015-2.
- Дройзен И. Г. История эллинизма. — Ростов-на-Дону: Феникс, 1995. — Т. 2. — 544 с. — ISBN 5-85880-079-3.
- Ефремов Н. В. К истории северной Малой Азии в раннеэллинистическое время. 2. Период диадохов 323—311 гг. // Античный мир и археология. — 2010. — № 14. — С. 49—93. — ISSN 0320-961X.
- Колосов Д. В. Наследник Александра (некоторые аспекты полководческого искусства Эвмена Кардийского) // Проблемы истории, филологии, культуры. — 2007. — № 17. — С. 249—254. — ISSN 1992-0431.
- Михайлов В. Б. Битва при Габиене в контексте второй войны диадохов // PARABELLUM NOVUM: военно-исторический журнал. — 2018. — Вып. 41, № 8. — С. 49—60. — ISSN 2308-9423.
- Михайлов В. Б. Начало политической деятельности Эвмена из Кардии // Гуманитарные и юридические исследования. — 2021. — № 1. — С. 61—66. — ISSN 2409-1030. — doi:10.37493/2409-1030.2021.1.8.
- Михайлов В. Б. Эвмен из Кардии — полководец раннеэллинистического периода // Известия Алтайского государственного университета. — 2021. — Вып. 118, № 2. — С. 55—59. — ISSN 1561-9443.
- Немировский А. И., Уколова В. И., Ильинская А. С. Античность: история и культура. — М.: АСТ, 2021. — (Вся история в одном томе). — ISBN 978-5-17-136678-0.
- Самохина Г. С. Семьдесят лет научной дискуссии: к хронологии эпохи диадохов // Мнемон: исследования и публикации по истории античного мира  / Под редакцией профессора Э. Д. Фролова. — СПб., 2006. — Вып. 5. — С. 511—542.
- Смирнов С. В. Вавилонский «список сатрапий»: проблемы источников // Мнемон: исследования и публикации по истории античного мира. — 2015. — № 15. — С. 264—274. — ISSN 1813-193X.
- Шофман А. С. Восточная политика Александра Македонского / Печатается по постановлению редакционно-издательского совета Казанского университета. Отв. редактор В. Д. Жигунин. — Казань: Издательство Казанского университета, 1976.
- Шофман А. С. Распад империи Александра Македонского / Печатается по постановлению редакционно-издательского совета Казанского университета. Отв. редактор В. Д. Жигунин. — Казань: Издательство Казанского университета, 1984.
- Anson E. The Siege of Nora: A Source Conflict (англ.) // Greek, Roman, and Byzantine Studies[англ.]. — 1977. — Vol. 18, no. 3. — P. 251—256.
- Anson E. Eumenes of Cardia. A Greek among Macedonians (англ.). — 2nd ed. — Leiden; Boston: Brill, 2015. — (Mnemosyne Supplements, History and Archaeology of Classical Antiquity, vol. 383). — ISBN 978-90-04-29717-3.
- Billows R. Antigonos the One-eyed and the Creation of the Hellenistic State (англ.). — Berkeley; Los Angeles; London: University of California Press, 1997. — ISBN 0-520-06378-3.
- Bosworth A. B. Chapter 2. The Politics of the Babylon Settlement // The Legacy of Alexander : Politics, Warfare, and Propaganda under the Successors. — Oxford: Oxford University Press, 2002. — P. 29—63. — ISBN 978-0-19-171520-4. — doi:10.1093/acprof:oso/9780198153061.003.0002.
- Bosworth A. B. Reviewed Work: Eumenes von Kardia und der Kampf um die Macht im Alexanderreich by Christoph Schäfer (англ.) // Gnomon. — Verlag C.H.Beck, 2005. — Vol. 77, no. 8. — P. 684—688. — JSTOR 27693690.
- Bosworth A. B. Reviewed Work: Eumenes of Cardia. A Greek among Macedonians by E. M. Anson (англ.) // The Classical Review. — Cambridge University Press, 2006. — Vol. 56, no. 2. — P. 419—421. — JSTOR 3873711.
- Carney E. D. Women and Monarchy in Macedonia (англ.). — Norman: University of Oklahoma Press, 2000. — ISBN 0-8061-3212-4.
- Carney E. D. Olympias. Mother of Alexander the Great (англ.). — New York • London: Routledge, 2006. — 221 p. — (Women of the Ancient World). — ISBN 0-415-33316-4.
- Chugg A. M. Concerning Alexander the Great: A Reconstruction of Cleitarchus (англ.). — AMC Publications, 2015. — ISBN 978-0-9556790-8-7.
- Heckel W. Who's Who in the Age of Alexander the Great: Prosopography of Alexander's Empire (англ.). — Malden; Oxford; Carlton: Blackwell Publishing, 2006. — ISBN 1-4051-1210-7.
- Heckel W. Who's Who in the Age of Alexander and his Successors. From Chaironea to Ipsos (338—301 BC) (англ.). — Barnsley: Greenhill Books[англ.], 2021. — 554 p. — ISBN 978-1-78438-648-1.
- Lightman M., Lightman B. Nicaea (I) // A to Z of Ancient Greek and Roman Women (англ.). — Rev. ed. — New York: Facts On File[англ.], 2008. — P. 233. — ISBN 0-8160-6710-4.
- Muccioli Federicomaria. Peucesta, tra lealismo macedone e modello persiano (итал.) // Electrum : Journal of Ancient History  / Editor-in-Chief: Edward Dąbrowa[пол.]. — Cracow: Department of History, Jagiellonian University, 2017. — 19 dicembre (v. 24). — P. 75—91. — ISSN 2084-3909. — doi:10.4467/20800909EL.17.022.7504.
- Park M. The fight for Asia: The battle of Gabiene 317/16 BC (англ.) // Ancient Warfare. — 2009. — Vol. III, no. 2. — P. 29—36.
- Romm J. Ghost on the Throne: The Death of Alexander the Great and the War for Crown and Empire (англ.). — New York: А. Кнопф, 2011. — ISBN 978-0-307-27164-8.